# John Fortescue
John Fortescue (1385 – 1476) è stato un giurista e politico inglese.
Ricoprì importanti ruoli istituzionali sotto Enrico VI d'Inghilterra.
Al centro del suo pensiero sta la difesa, mediata attraverso l'aristotelismo e il tomismo, della differenza tra il dominium regale e quello regale et politicum.
Per Dominium intende il fatto che il re non può governare mediante leggi diverse da quelle a cui il popolo ha dato il proprio assenso.
Le sue opere più importanti sono 
- De Laudibus legum angliae (1468-71)
- The Governance of England (1470)
- De natura legis naturae.